# Sherlock (logiciel)
 (juin 2020).
Si vous disposez d'ouvrages ou d'articles de référence ou si vous connaissez des sites web de qualité traitant du thème abordé ici, merci de compléter l'article en donnant les références utiles à sa vérifiabilité et en les liant à la section « Notes et références ».
Pour les articles homonymes, voir Sherlock.
Sherlock est un utilitaire de recherche sur la machine[Quoi ?] développé par Apple dans son système d'exploitation Mac OS à partir de sa version 8.6 jusqu'à Mac OS 10.3.

## Axes de recherche
Sherlock étant capable de rechercher des informations sur le web, il peut trouver des images, des films, des informations en lien avec la bourse, des définitions, des vols, AppleCare et de la traduction.

## Versions
- Sherlock 1 : introduit avec Mac OS 8.5.
- Sherlock 2 : vendu avec Mac OS 9, avec une nouvelle interface et plus de fonctionnalités.
- Sherlock 3 : vendu avec Mac OS X 10.2, fonctionne avec Mac OS X.
- Sherlock est remplacé par Spotlight dans Mac OS X 10.4.